# 정양 (시인)
정양(鄭洋, 1942년 ~ 2025년 5월 31일)은 대한민국의 시인이다. 전라북도 김제시에서 태어나, 1968년 시인으로 등단했다. 2017년 우석대 문예창작학과 명예교수를 맡았다.

## 생애
동국대 국문과와 원광대 대학원 국문과를 졸업했다. 1968년 시 〈청정을 보며〉가 대한일보 신춘문예에, 1977년 윤동주 시에 관한 평론 〈동심의 신화〉가 조선일보 신춘문예에 당선되면서 문단에 나왔다. 
우석대 문예창작학과 교수로 일했으며, 모악문학상, 아름다운작가상, 제7회 백석문학상, 제8회 구상문학상을 받았다.
2016년에 시인 안도현, 김용택 등 전북 지역을 기반으로 하는 문인 20여명과 더불어 지역 출판사인 ‘모악’을 차렸다. 문학의 다양성과 출판의 지속성을 실현하기 위해 전북 전주에 출판사를 직접 설립한 것이다.

## 시 세계
정양의 시는 언뜻 보면 단순해 보이고 소박하다. 그러나, 시의 뒤편에 막대한 힘이 있다. 이 땅 사람들과 풍물에 대한 애정과 세상에 대한 저항정신이 풍자와 해학과 함께 역동적으로 숨쉬고 있다.

## 저서

#### 시집
- 《까마귀떼》(은애, 1980)
- 《수수깡을 씹으며》(청사, 1984)
- 《빈집의 꿈》(푸른숲, 1993)
- 《살아 있는 것들의 무게》(창비, 1997)
- 《길을 잃고 싶을 때가 많았다》(문학동네, 2005)
- 《나그네는 지금도》(생각의 나무, 2006). 시선집
- 《철들 무렵》(문학동네, 2009)
- 《헛디디며 헛짚으며》(모악, 2016)

#### 산문집과 연구서
- 《세월이 보이는 길》(신아출판사, 2012)
- 《백수광부의 꿈》(작가, 2009)
- 《판소리 더늠의 시학》(문학동네, 2001)